# العلاقات السويدية البلغارية
العلاقات السويدية البلغارية هي العلاقات الثنائية التي تجمع بين السويد وبلغاريا.

## مقارنة بين البلدين
هذه مقارنة عامة ومرجعية للدولتين:
| وجه المقارنة                                              | السويد                                                                               | بلغاريا                                                                             |
| --------------------------------------------------------- | ------------------------------------------------------------------------------------ | ----------------------------------------------------------------------------------- |
| المساحة (كم2)                                             | 450.30 ألف                                                                           | 110.99 ألف                                                                          |
| عدد السكان (نسمة)                                         | 10.16 مليون                                                                          | 7.08 مليون                                                                          |
| الكثافة السكانية (ن./كم²)                                 | 22.56                                                                                | 63.79                                                                               |
| العاصمة                                                   | ستوكهولم                                                                             | صوفيا                                                                               |
| اللغة الرسمية                                             | اللغة السويدية، لغات السامي، اللغة الفنلندية، منكيلي، اللغة الرومنية، اللغة اليديشية | اللغة البلغارية                                                                     |
| العملة                                                    | كرونة سويدية                                                                         | ليف بلغاري                                                                          |
| الناتج المحلي الإجمالي (بليون دولار)                      | 538.04 مليار                                                                         | 56.83 مليار                                                                         |
| الناتج المحلي الإجمالي (تعادل القوة الشرائية) بليون دولار | 469.01 مليار                                                                         | 130.99 مليار                                                                        |
| الناتج المحلي الإجمالي الاسمي للفرد دولار أمريكي          | 50.58 ألف                                                                            | 8.03 ألف                                                                            |
| الناتج المحلي الإجمالي للفرد دولار أمريكي                 | 45.30 ألف                                                                            | 17.21 ألف                                                                           |
| مؤشر التنمية البشرية                                      | 0.907                                                                                | 0.782                                                                               |
| رمز المكالمات الدولي                                      | +46                                                                                  | +359                                                                                |
| رمز الإنترنت                                              | .se                                                                                  | .bg، .бг ‏                                                                           |
| المنطقة الزمنية                                           | توقيت وسط أوروبا، ت ع م+01:00، ت ع م+02:00، أوروبا/ستوكهولم ‏                         | ت ع م+02:00، ت ع م+03:00، أوروبا/صوفيا ‏، توقيت شرق أوروبا، توقيت شرق أوروبا الصيفي ‏ |

## مدن متوأمة
في ما يلي قائمة باتفاقيات التوأمة بين مدن سويدية وبلغارية:
- ترتبط Oxelösund [الإنجليزية]‏ مع تريافنا باتفاقية توأمة.
- ترتبط بلدية مالمو [الإنجليزية]‏ مع فارنا باتفاقية توأمة منذ 2003.[16][16][16][16]

## منظمات دولية مشتركة
يشترك البلدان في عضوية مجموعة من المنظمات الدولية، منها:
| علم المنظمة | اسم المنظمة                               | تاريخ انضمام السويد | تاريخ انضمام بلغاريا |
| ----------- | ----------------------------------------- | ------------------- | -------------------- |
|             | الاتحاد الأوروبي                          | 1995                | 2007                 |
|             | وكالة ضمان الاستثمار متعدد الأطراف        | 12 أبريل 1988       | 23 سبتمبر 1992       |
|             | الأمم المتحدة                             | 19 نوفمبر 1946      | 14 ديسمبر 1955       |
|             | الفريق المعني برصد الأرض                  | ?                   | ?                    |
|             | مركز تنسيق الحركة في أوروبا ‏              | ?                   | ?                    |
|             | منظمة حظر الأسلحة الكيميائية              | ?                   | ?                    |
|             | منظمة التجارة العالمية                    | 1995                | 1 ديسمبر 1996        |
|             | منظمة الشرطة الجنائية الدولية             | ?                   | ?                    |
|             | منظمة الأمن والتعاون في أوروبا            | 25 يونيو 1973       | 25 يونيو 1973        |
|             | نظام تحكم تكنولوجيا القذائف               | 1991                | 2004                 |
|             | يونسكو                                    | 23 يناير 1950       | 17 مايو 1956         |
|             | مجلس أوروبا                               | ?                   | 7 مايو 1992          |
|             | Strategic Airlift Capability ‏             | ?                   | ?                    |
|             | الاتحاد البريدي العالمي                   | ?                   | ?                    |
|             | البنك الدولي للإنشاء والتعمير             | 31 أغسطس 1951       | 25 سبتمبر 1990       |
|             | اتفاقية السماوات المفتوحة                 | ?                   | ?                    |
|             | الاتحاد الدولي للاتصالات                  | 1866                | 18 سبتمبر 1880       |
|             | مؤسسة التمويل الدولية                     | 20 يوليو 1956       | 22 يوليو 1991        |
|             | المنظمة الأوروبية لسلامة الملاحة الجوية   | 1995                | 1997                 |
|             | المركز الدولي لتسوية المنازعات الاستشارية | 28 يناير 1967       | 13 مايو 2001         |
|             | مجموعة أستراليا                           | 1991                | 2001                 |
|             | مجموعة الموردين النوويين                  | ?                   | ?                    |

## وصلات خارجية
- موقع وزارة الخارجية السويدية
- موقع وزارة الخارجية البلغارية